# リゼルクロス
『リゼルクロス』 (REZELCROSS) は、2007年9月6日にソニー・コンピュータエンタテインメントから発売されたロールプレイングゲーム。プラットフォームはPlayStation Portable。
本作は5人の男女の人生を軸に進行していく。古代文明、世界征服を目論む「ザフナム帝国」とリゼルとの闘いを描く全21章に渡るオリジナルRPG。

## スタッフ
- シナリオ・演出：山崎修
- キャラクターデザイン：金田榮路
- 制作：ソニー・コンピュータエンタテインメント

## システム

### ブースト
戦闘の際にこのブーストを使用すると攻撃力・防御力のキャラクターの基礎能力値を一時的に上昇させることが出来、強力なビーストとも戦えるようになる。SPゲージを増殖しつつ覚醒者によって超能力を解放し、通常の何倍ものダメージを与えることが出来る。リゼルに覚醒した者しか使用できない必殺技。

### リゼルアーツ
戦闘では、リゼルが使う「リゼルアーツ」を駆使して戦うことになる。使用するにはSPゲージを必要とするが、使えば使うほど増殖して行く。単体で使用可能なのに対し、組み合わせることのできる技には条件があり、その条件が満たされたとき、クロスアーツが発動される。2人のキャラクターが使うことで合体技「クロスアーツ」となる。
クロスアーツとなると、各キャラクターの使用するリゼルアーツを組み合わせて繰り出す技なので威力は単独の場合の桁違い。

### ミッションパート
物語の中で、各主人公達が持つ超能力を駆使して挑戦することになるパートがありパズルのような謎解き要素、敵に見つからないように隠れながら目的の達成を目指すアクション要素など、ときには一人で、ときにはそれぞれの能力を活かして協力しながら、ミッションを進めることが可能。

### リゼルマッピング
プレイヤーがメニューのリゼルマッピングで、リゼルの特殊能力を使用した必殺技の習得や、キャラクターのステータスアップなどを行うことができる。戦闘で勝利するかミッションパートを成功させると入手できるジェムポイントを溜めると、「リゼルジェム」が手に入る。このリゼルジェムをセットして、キャラクターの基本能力や属性、必殺技などのカスタマイズが出来る。リゼルジェムをセットするプレートは、各キャラクター同士重なり合っており、重なり合った箇所にジェムをセットするとクロスアーツを覚えることも可能。

### ハイパーリゼル
覚醒者が暴走した超能力を操作し、一発逆転のチャンスを狙う技。リゼルとしての能力を使用する事に溜まっていくSPゲージがフルになると発動することがあり、発動しない場合は、「オーバーヒート」してしまいしばらくの間、防御以外のコマンドが使えなくなる。
発動すると、スロットがスタートし、三色のジャッジメントオーブをうまく目押しして、目的の色を選択する。威力、攻撃回数、攻撃対象を決定するために3回スロットが回り、オーブの色によって威力や攻撃対象が決まる。失敗すると、味方に攻撃してしまうこともあるので、注意してボタンを押さなければならない。

## 国家・勢力
蒸気機関によって文明が始まり、内燃機関によって新たな時代の扉が幕を開けた時代。世界は、パステリア国、ザフナム帝国、メルテ国の三つに分かれる。「覚醒」以前は秩序と平和が保たれていたが軍事国家ザフナム帝国が近隣諸国に侵略の手を伸ばし、それに対する反発が世の中を戦乱の世とさせてしまった。

### パステリア国
大陸の中央に位置し、西の山脈にはプリウムを採掘できる鉱山が存在する。古の佇まいを残している“シャゼル”が存在している。首都・シャゼルを中心に優雅な生活を送っていたが、現在はザフナム軍の占領下にあり、帝国軍兵士と軍用ビーストが街の中に延々と居る。

### ザフナム帝国
大陸の北東に位置する。蒸気機関技術を取り入れた先進都市“デルガッド”が存在しており、覚醒した力を利用し、世界の覇権を狙う現在の軍事国家。軍事力は3国の中でも匹敵し、列車砲のような兵器を使い大陸の統一を図っている。兵器以外にも軍事用のビーストを保有するも、国力の殆どを軍事に注ぐあまり、国民の暮らしは乏しく、貧しい。

### メルテ国
大陸の西南に位置し、田舎町“ポルトマ”が存在する海洋国家。ラナ文明が栄えた・ラスティマ諸島と呼ばれる南の島々を領土としている。漁業や他国との貿易が盛んな国だったが、近年では商戦を頻繁に出没し警備隊は手を焼いている。

## キーワード

### リゼル
本作の象徴でもあるリゼル。リゼルとは覚醒した人間の事を指す。千年周期で飛来するペテロ彗星に含まれるプリウムという物質に触れる事で、体力・筋力・反射神経等が飛躍的に向上し、体内に眠る潜在能力が引き出され覚醒者（リゼル）となる。
ラナ人
約二千年前の飛来彗星により覚醒し、ラナ文明を築き、天変地異で消滅した人々。
リジス
約千年前の飛来彗星により覚醒し、その能力を恐れた人々に虐殺・抹殺された人々。
リゼル
約三年前の飛来彗星により覚醒した人々。主人公達のリゼル覚醒はこれに部類される。

### ペテロ彗星
千年周期で飛来し、天空を通過する彗星。通過の際に隕石として落下した彗星の一部がその威力・波動により生形態に多大な影響を与える。彗星は一部の人間の中に眠っていた潜在能力を引き出し覚醒させる。体力・筋力等が飛躍的に増大した「リゼル」も生み出した。

### ビースト
3年前の彗星接近より郊外の森林や原野などに生息し、その数は飛躍的に増加している肉食獣。複数の生物が絡み合ったような外見が特徴で、特徴や生態が異なっている。以下のビーストは代表的な種類。
獣型ビースト
2種類の犬が組み合わさったグロテスクのような外見。
昆虫型ビースト
勇猛果敢な突進力と昆虫の硬さを併せ持つ。
ガンホーク
軍事用ビーストの一種。元々は野生の獣だったが、人間の手で調教され上位種になった。
グラファス
軍用ビーストの一種。武器を用い、知能を持つ上位種。
有翼型ビースト
4枚の羽で自由自在に空を駆け、高所から人を襲う。

### ラナ文明
アイルの父親が研究していた文明。約二千年前に小さな島で栄えた文明であり、飛行艇や内燃機関等、主人公達の生きる時代でも実現出来ていない高度な技術とされている。しかし、ある時代を境に歴史の表舞台に姿を消してしまった為、現在でも多くの謎が残され、研究は遮断されている。

## ストーリー
千年に一度訪れるペテロ彗星。ペテロ彗星によって覚醒した世界であった。現在から遡り3年前。千年周期で飛来するペテロ彗星が通過し、一部の野生動物が変異移植を起こし、凶暴な肉食獣「ビースト」に豹変し、人間を襲い始めた。その突然変異は総じて覚醒と呼ばれる。
それから月日は流れ現在。
内燃機関によって新たな時代の扉が幕を開けた時代。秩序と平和を保っていたパステリア国が、隣国のザフナム帝国の侵攻を受け占領下にされてしまう。ザフナム帝国の侵攻は西方のメルテ国も狙っていた。
さらにビーストの脅威が増してきて、ついに人々の生活を脅かすこととなる。

## キャラクター

### 5人の主要人物
本作の主人公である5人。5人全員がリゼルに覚醒するが、中には〝リゼル〟では無い能力者もいる。この5人のストーリーが交差（クロス）することで新たな章が出現する。
アイル (Isle)
声：浪川大輔
リゼル能力：テレポート
18歳 男性。本作の主人公的存在で、最も操作する機会が多い。5人の合流後は特に主人公の役割が強まり、基本的に彼を操作する事になる。パステリア国出身。
幼少時にユリウスと名乗る少年が操る妖魔に父親を抹殺され、仇を討つべく世界を旅している青年。ナイーブな面があるが基本的には陽気で勇敢。15歳までパステリア国のリコ村で過ごし、父の形見の剣を持って旅を続けるビーストハンター。
ビーストと戦う中、腕を上げ各地の村で雇われるようになり、かつて父親が研究していた「ラナ文明」に興味を抱くようになる。
彼の持つ剣はジェミニライツと言って、本来であれば二本で一組の双剣である。中盤でもう一本を入手し、以降はストーリー上では常に二刀流で戦っているように描かれるが、実際に二刀流になるのはある技を使った時のみである。
レイファ (Leifa)
声：折笠富美子
リゼル能力：時間停止
17歳 女性。本作のヒロイン的存在。
世界中を旅して回る曲技団の美少女。誰に対しても心優しいが、一度決心したら譲らない頑固さを併せ持つ。生れながらにして、炎や水などを生き物のように自在に操る不思議なイリュージョンを使うことから「炎使い」と呼ばれる。
その力を軍事利用しようとザフナム帝国の研究施設へ拉致され、一度脱出を試みるがそれはユリウスの罠であった。しかし二度目の脱出には成功し、拉致の際に共に連れて行かれた親友・ジーナを救出するため、戦闘に臨む決意をする。
マリオン (Marion)
声：沢城みゆき
リゼル能力：念動力
ザフナム帝国軍の医者兼優秀なリゼル使い。正義感が強く傍若無人で、論理的なザフナム帝国の中でも異例の存在。ザフナム帝国のドミナス大佐の特命任務を受け、南海の孤島にてラナ文明の遺産を発掘する任を請け負っている。優れた観察眼と高い分析力を持つが、口論になると相手を容赦無く冷徹に（場合によっては悪意すら込めて）分析する癖がある。
年齢は23歳。画像や髪型を見る限り男性のような外見だが、女性である。
ダンテ (Dante)
声：乃村健次
リゼル能力：変身
41歳 男性。パステリアの首都・シャゼルにあるカフェの経営者だが、裏ではザフナム軍に反抗するレジスタンスのリーダー。15歳になる娘がおり、主要人物の中でも最年長。
ゼス (Zeh)
声：高田裕司
リゼル能力：透視
24歳 男性。幼少時に両親に捨てられ、メルテ国のストリートで育ったリゼル使い。親友を殺された挙句、無実の罪を着せられ、海上刑務所に幽閉される。他人を寄せ付けない孤高な一匹狼で、親友の仇を討つため、自分に濡れ際を着させた人物に復讐するために、刑務所から脱獄を試みる。その過程でリゼルへと覚醒する。能力の「透視」はアイルの「テレポート」と組み合わせる事で真価を発揮する。

### ザフナム帝国
ユリウス (Julius)
声：杉田智和
23歳 男性
剣術、槍術共に優れ高い能力とリゼルコマンドを率いる帝国軍大尉。冷酷非情であり、12年前のラスティマ群島では、強力な妖魔を召喚する能力でアイルの父親を含む調査隊の人々を抹殺した。
ガソ (Guso)
声：岡崎雅紘
ザフナム帝国の特殊部隊・"リゼルコマンド"の一員。狡賢く自分より弱い他者には容赦をしない。リゼルの資質を持つ者を軍の施設に連行しているが、目的は不明。
デリラ (Deliri)
声：永野善一
ガンと同じくリゼルコマンドの一員であり巨漢。略奪や破壊工作を行い、粗暴な性格で物事を力で解決する無知者。
ベム (Bem)
声：氷室省吾
リゼルコマンドの一員。狂気に満ちた表情と、リゼルコマンドの中では随一と呼ばれる残虐性を持ち合わせる危険な戦士。
ライザ (Laiza)
声：山田美穂
ギルティヘブンの支配者、ギルモア・ファミリーの若き用心棒。飛来彗星の際、リゼルに覚醒するもそのときに受けた迫害が根強くトラウマに残っており、彼女を歪んだ思想に走らせる。アイルの剣・ジェミニライツの片割れを持つ。
ドミナス (Dminus)
声：東和良
ザフナム帝国軍大佐。ラナ文明から技術遺産を軍事利用するため動いている。ザフナム帝国軍内では珍しい良識人であり、その技術が戦争を早期終結させ、平和を導くとしてマリオンに任務を与えた。

ゼミール (Zamile)
声：立花十四朗
ザフナム軍事局長。リゼルを使い捨ての手駒として戦線に送り出し、そのやり方に反抗したマリアンを誘拐した上、マリアンの成果を横取りしようとする。
ガサンドラ (Gassndra)
声：西垣俊作
ザフナム軍現総司令官にして最高権力者。3年前、平和主義者であるライヘルム皇帝を病気の名目で幽閉し独自体制をしていた。軍事用ビーストを実施配備させ他国の侵略を目論んでいる。
R
ユリウスすら背後から操る全ての黒幕。その正体は謎に包まれている。

### パステリア国
セシル (Cecile)
声：幡宮かのこ
カフェ「ルミエール」の看板娘。ダンテの娘で、5年前の不遇の事故で母親を亡くして以来、ダンテを助けカフェを手伝い続けてきた。レジスタンスとなって苦しんでいる人々を助けたいと考えているものの、ダンテに禁じられている。

## 章タイトル
本編
- 1章 - 「覚醒」
- 2章 - 「監禁」
- 3章 - 「密命」
- 4章 - 「偽り」
- 5章 - 「ワナ」
- 6章 - 「潜入」
- 7章 - 「挑発」
- 8章 - 「儀式」
- 9章 - 「探索」
- 10章 - 「封印」
- 11章 - 「略取」
- 12章 - 「対決」
- 13章 - 「共鳴」
- 14章 - 「阻止」
- 15章 - 「犠牲」
- 16章 - 「反撃」
- 17章 - 「追跡」
- 18章 - 「失脚」
- 19章 - 「真相」
- 20章 - 「継承」
- 21章 - 「帰還」

## 小説
- 本作シナリオライターの山崎修によるオリジナルノベルが以下の雑誌、サイトで連載された。
  - 電撃マ王
  - 電撃PlayStation
  - 電撃オンライン
  - SCE公式ホームページ